# Verb defectiv
În gramatică, se numesc defective verbele care nu au paradigma de conjugare completă. Unora din verbele defective le lipsesc doar una sau câteva forme izolate (de exemplu verbul a putea nu are forme pentru modul imperativ), în timp ce altora le lipsește aproape întreaga paradigmă (de exemplu verbul arhaic a nevoi nu mai păstrează decît forma de participiu).

## În limba română
Verbele defective din limba română se pot clasifica în trei grupe, după explicația care se dă paradigmei incomplete:
- Unele verbe vechi, care cu timpul au mai rămas doar în expresii izolate sau în graiuri conservatoare, păstrează doar o parte forme, de exemplu: a păsa (cu sensurile „a merge”, „a încerca”), a la („a spăla”), a va („a merge”, păstrat doar în expresia „mai va”), a nevoi (folosit azi numai la participiu). De asemenea, unele verbe neologice nu s-au adaptat suficient pentru a avea o paradigmă completă, de exemplu: a accede, a concede, a converge, a deceda, a desfide, a detraca, a diverge, a divide, a exige, a inflige, a radiofica, a transcende.
- În unele cazuri rare se poate întîmpla ca punînd un verb în forma care rezultă natural prin conjugare, această formă să fie identică fie cu un alt verb, fie cu o altă formă a aceluiași verb. De exemplu, verbul a rage pus la participiu ar da forma ras, care însă se confundă cu participiul verbului a rade; ca urmare verbul a rage nu se folosește niciodată la participiu. Din același motiv din paradigma verbului a vrea lipsesc formele de indicativ imperfect; în locul lor se folosesc formele verbului sinonim a voi. Altfel enunțuri precum: „el putea, dar nu vrea” ar fi ambigue în privința timpului celui de-al doilea verb. Exprimarea obișnuită este „el putea, dar nu voia”. (O altă soluție pentru a evita ambiguitatea, considerată greșită în limba literară, este folosirea formelor de tipul el vroia, un hibrid între el vrea și el voia.)
- Există și verbe care nu se conjugă la toate formele din motive semantice. De exemplu unele verbe, precum a vrea și a putea, nu admit forme de imperativ, iar altele, ca a avea (cu sens posesiv) și a aparține admit doar forma negativă a imperativului.

### Verbe unipersonale
Tot în categoria verbelor defective se înscriu și verbele unipersonale, care din toată paradigma modurilor personale păstrează doar persoana a III-a, uneori numai forma de singular, iar alteori ambele numere. Din punctul de vedere al motivului pentru care nu se folosesc și la alte persoane, verbele unipersonale se clasifică astfel:
- Verbe care nu admit subiect. Aici intră unele verbe care descriu fenomene meteorologice (a ninge, a ploua, a burnița) precum și verbe care exprimă stări sufletești și se utilizează cu subiectul logic în cazul dativ: îmi pasă de, îmi arde de, mi s-a urît de, îi cășunează pe.
- Verbe care admit subiect, dar la care acesta este fie neanimat (a apune, a bubui, a consta, a concorda, a curge, a derapa, a germina, a izvorî), fie animat, dar nu uman (a măcăi, a mieuna, a necheza, a oua).
- Verbe care pe post de subiect au o propoziție întreagă („Se cuvine să am grijă.”), un verb la o formă nepersonală („Se cuvine a avea grijă.”) sau un pronume care ține locul acestora („Se cuvine asta.”). La fel se comportă verbe precum: mă interesează să, se întîmplă să, reiese că, mă surprinde că, trebuie să, urmează să, îmi vine să etc.